# Línea 28 (EMT Valencia)
La línea 28 Ciutat Artista Faller-Estació del Nord, de la EMT de Valencia, une la Estación del Norte con Benicalap y la Ciudad del Artista Fallero.

## Recorrido
Sentido Ciudad Artista Fallero

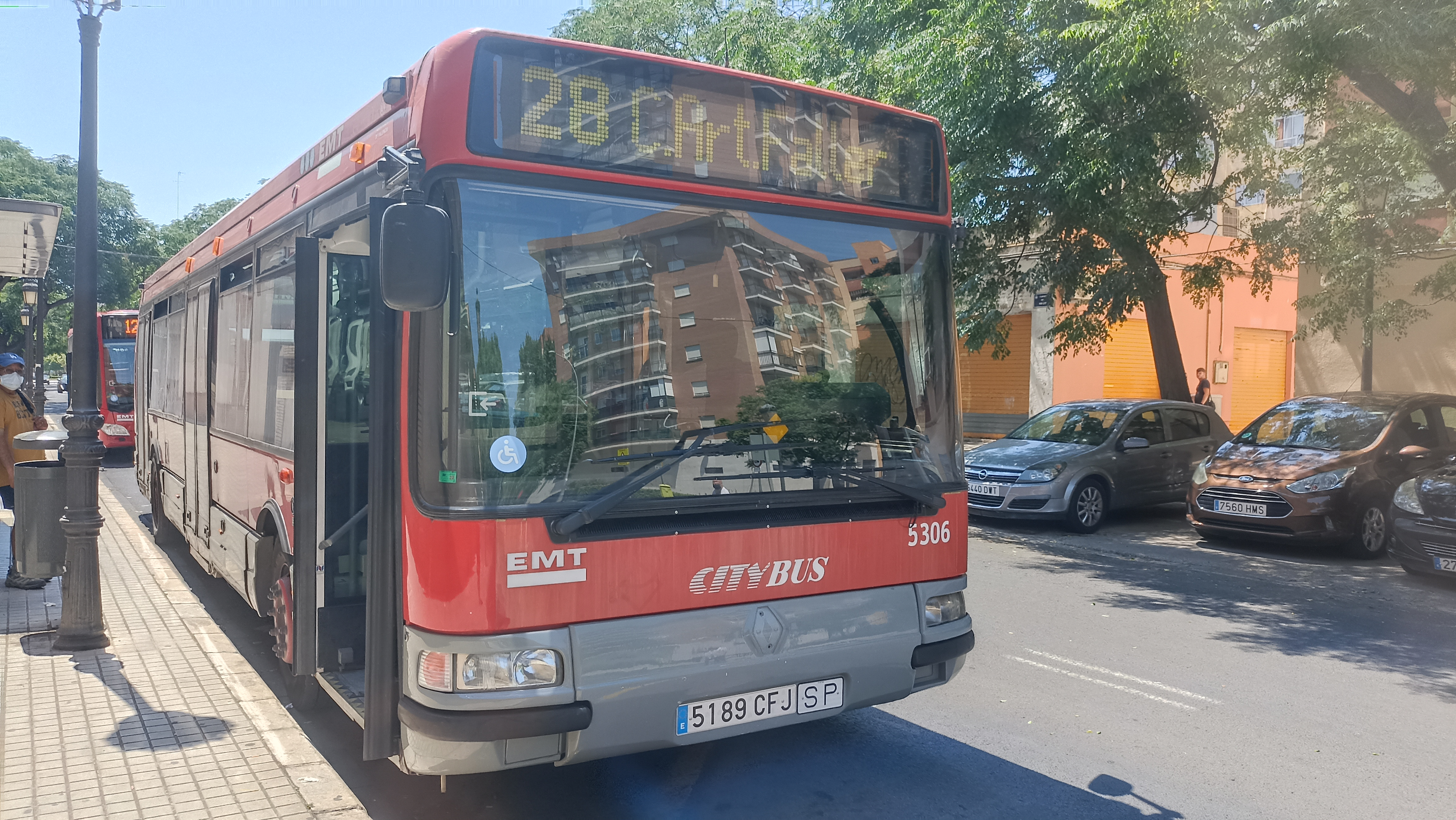
Un Autobús Renault Citybus Hispano Agora en la cabecera Ciutat de L'Artista Faller haciendo la línea 28 hacia Estació del Nord

Estación del Norte/Xativa, Pintor Sorolla, Palau de Justícia, Alameda, San Pío V, Cronista Rivelles, Guadalaviar, Llano de Zaida, Burjassot, Luis Braille, San José Artesano, Ninot.
Sentido Estación del Norte
Ninot, Foc, Francisco Morote Greus, Luis Braille, Quartell, Florista, Buen Receso, Doctor Nicasio Benlloch, Padre Ferris, Guillem de Castro, Blanqueries, Torres de Serranos, Poeta Llorente, Tetuán, Paz, Reina, Estación del Norte/Xativa.

## Historia
Inicios: Creada el 18 de junio de 1966 como "Estación de Autobuses Sur-Mercado Central-Estación Central de Autobuses " con motivo de la inauguración de la Estación Sur de autobuses, fue unida a la línea 8 hacia 1984, desapareciendo como línea.
En sus orígenes al no estar concluida la estación Central el trayecto fue recorrido de manera parcial, no fue hasta el 14 de julio de 1969 cuando se puso el recorrido completo que había sido planeado en noviembre de 1968. Al desaparecer la estación Sur, su recorrido fue acortado hasta la Plaza del Caudillo,(actual Plaza del Ayuntamiento). Esto ocurrió en el período 1971-1973.
Retorno de la línea: El día 1 de enero de 2001 se creó de nuevo la línea 28 " Ciutat Artista Faller-Mercat Central  " como una escisión de la línea 27, dicha escisión comprendía el recorrido desde el Mercado Central y la Ciudad del Artista Fallero. El recorrido en sus inicios era prácticamente el mismo que ahora (2017), exceptuando que antes daba servicio al Mercado Central y a la Avenida del Oeste volviendo por la calle Padilla a la Plaza del Ayuntamiento. En agosto de 2008, por las obras del tranvía T2, cambia su cabecera del centro a Pérez Pujol de forma provisional y en agosto del año siguiente, por obras, recupera el itinerario por la plaza del Ayuntamiento, regulando en Ayuntamiento-Cotanda. En septiembre de 2011, tras finalizar las obras de la Avenida Barón de Cárcer (Avenida del Oeste), recupera su itinerario normal. El 1 de febrero de 2016 deja de prestar servicio al Mercado Central con motivo de las obras de peatonalización de la Lonja, y desde la Calle San Vicente entra en La Plaza del Ayuntamiento, Barques, Avenida del Oeste, Periodista Azzati, Ayuntamiento y calle Barcas .El 26 de julio de 2016 debido al plan de remodelación de líneas al entrar a la Plaza del Ayuntamiento gira directamente por Barcas.